# Tetrapode (Stein)

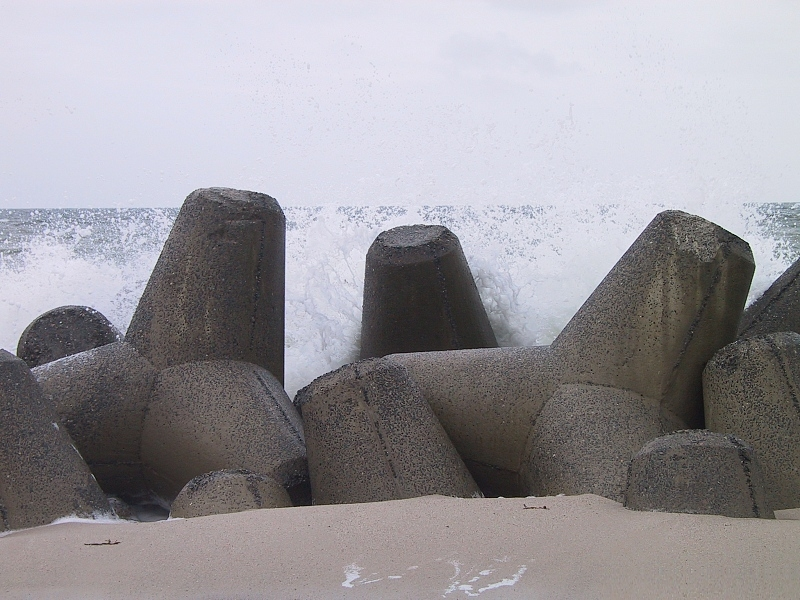
Tetrapoden als Wellenbrecher

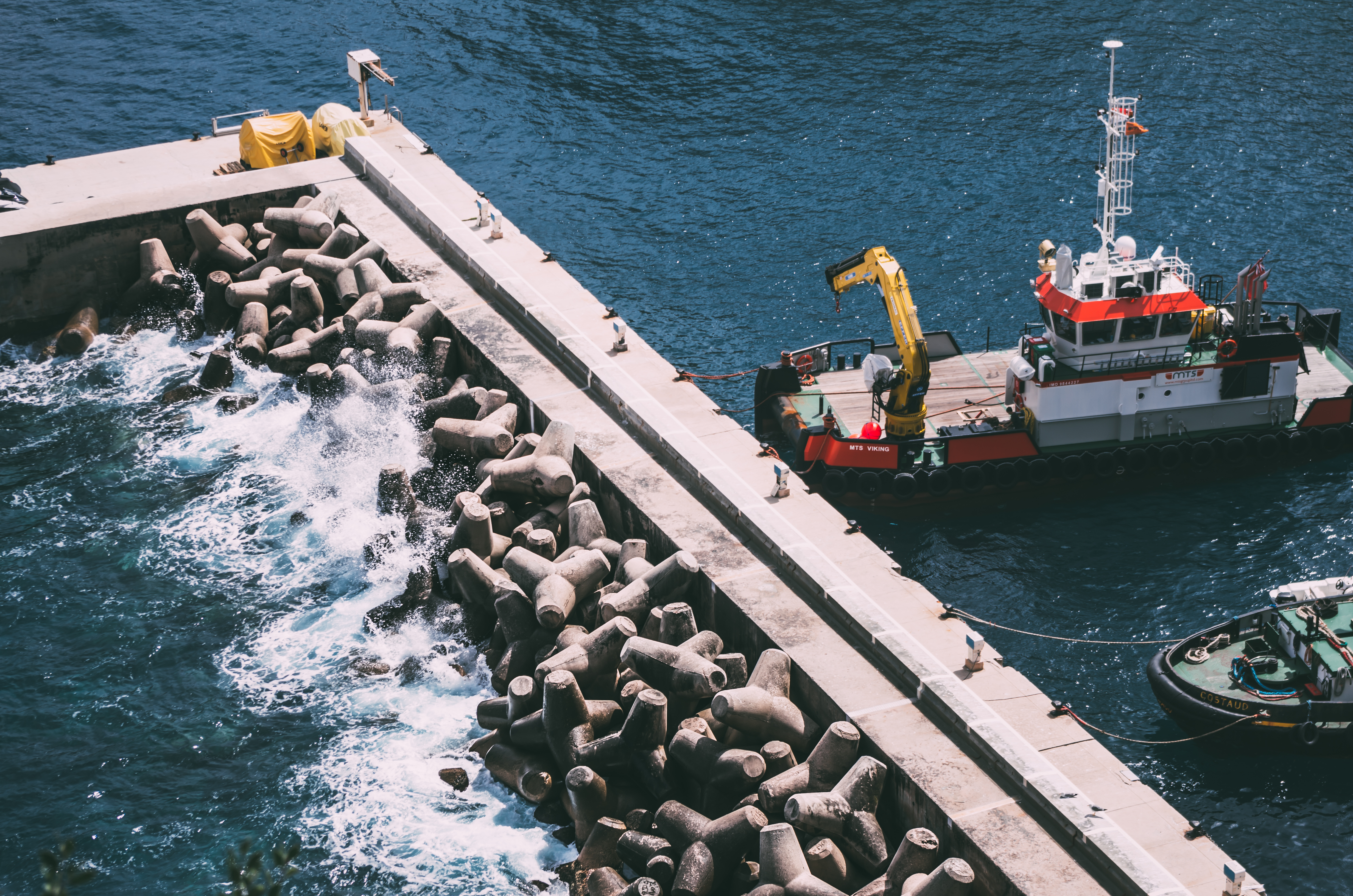
Tetrapoden als Wellenbrecher an der Mole im Hafen von Monaco

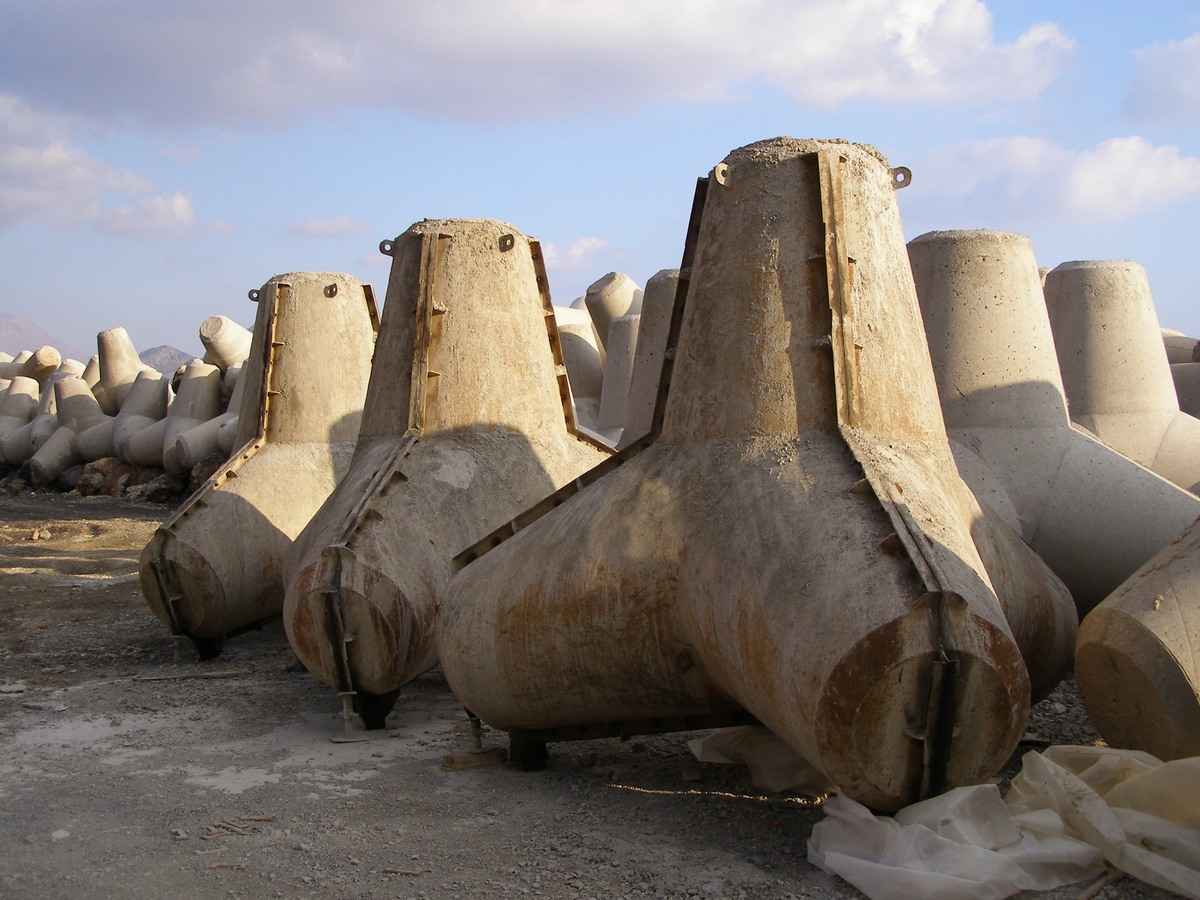
Tetrapoden in der Gussform (im Hintergrund am Einsatzort auf der Hafenmole)

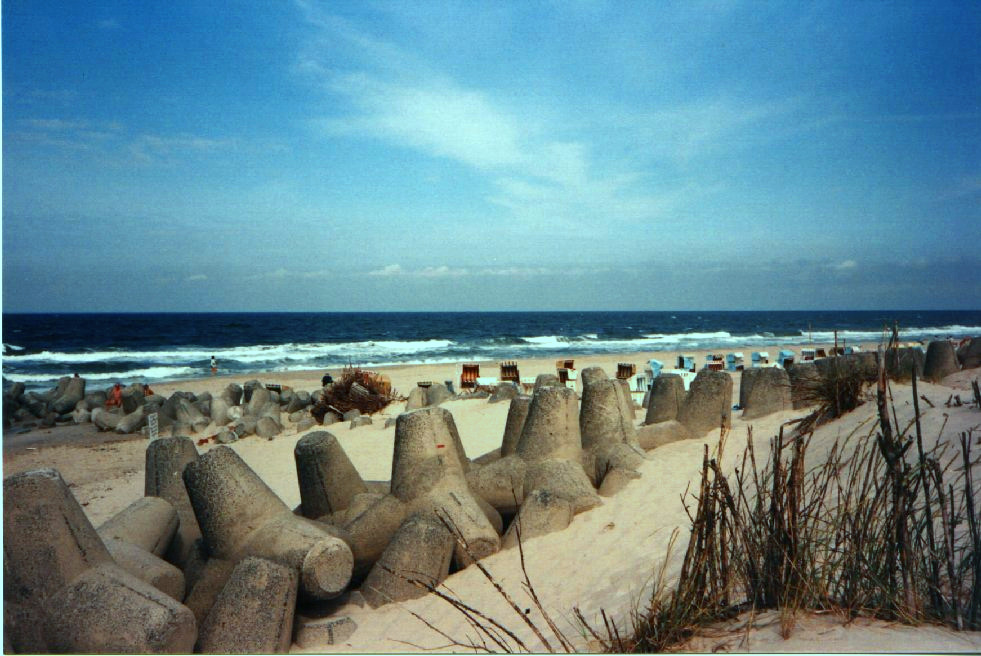
Tetrapoden am Strand von Hörnum/Sylt

Tetrapoden (griechisch τετραπόδης tetrapódēs, deutsch ‚vierfüßig‘, Einzahl: der Tetrapode) sind Betonblocksteine, die in Küstenschutzbauwerken Verwendung finden. Die „Arme“ der etwa sechs Tonnen schweren Steine sind auf die Ecken eines imaginären Tetraeders ausgerichtet. Tetrapoden werden an der Küstenlinie, an Dämmen oder Hafenmolen aneinander gereiht oder in mehreren Reihen aufeinander geschichtet. Sie dienen primär als Wellenbrecher und sollen die Kraft der Wasserwellen, die gegen das Ufer schlagen, mindern.

## Geschichte
Die Erfindung der Tetrapoden geht auf das französische Laboratorium Établissements Neyrpic in Grenoble zurück. Ab 1950 wurden die Tetrapoden in vielen Ländern für Neyrpic patentiert.

## Herstellung
Die Herstellung von Tetrapoden ist einfach und wird wegen des kostengünstigeren Transportes von flüssigem Beton zumeist direkt am vorgesehenen Einsatzort vorgenommen: Eine wiederverwendbare Hohlform aus Stahl wird von oben mit seewasserfestem Beton ausgegossen. Nachdem dieser ausgehärtet ist, wird sie an den Außenseiten geöffnet und der fertige Tetrapode wird von einem Kran an seinen endgültigen Standort gehoben. Im Hafenbau kommen hierbei oft Schwimmkräne zum Einsatz.

## Anwendungen
Auch im Flussbau werden Tetrapoden zur Uferbefestigung eingesetzt. Sie bieten den Vorteil, dass zahlreiche Hohlräume als Rückzugsgebiet für Fische und andere Wassertiere entstehen. Bewährt haben sie sich auch bei der Errichtung von Leitdämmen oder Hafenbefestigungen auf festem Untergrund.

## Forschungsprojekte
Das Alfred-Wegener-Institut (AWI) startete 2009 ein Projekt, um zu erforschen, welche Auswirkungen die Tetrapoden an der deutschen Nordseeküste auf die natürliche Entwicklung von Küstenstrukturen haben. Besonders wollen die Forscher herausfinden, wie die Tetrapoden Einfluss auf Salzwiesen und Wattflächen nehmen.

## Militärische Verwendung als Panzersperre

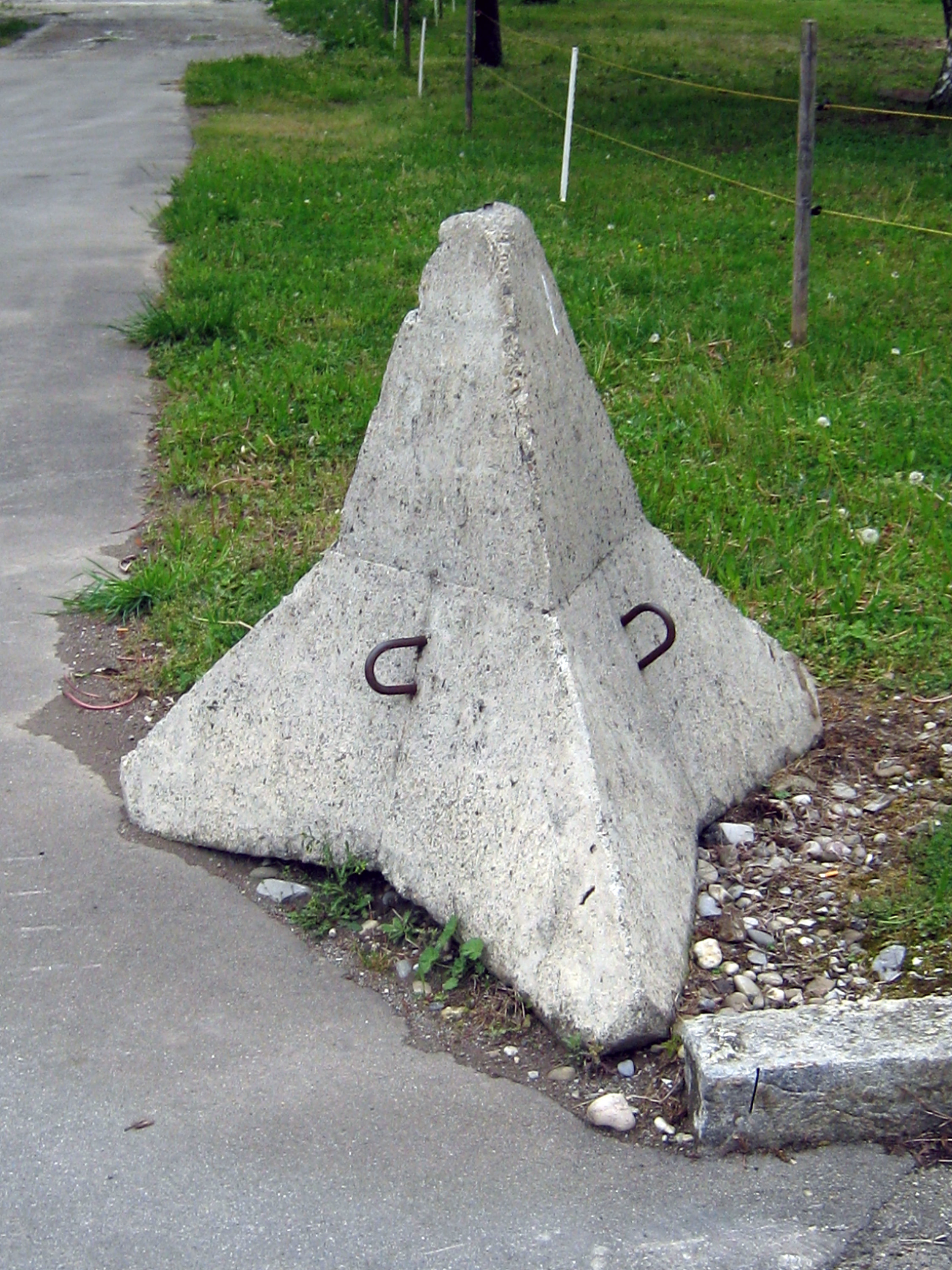
Schweizer Panzerhindernis

Tetrapoden sind auch als Panzersperren eingesetzt worden.